# كاماريت سور مير
كاماريت سور مير (بالبريتانية: Kameled)‏ ) هي بلدية في مقاطعة فينيستير في شمال غرب فرنسا ، وتقع في نهاية شبه جزيرة كروزون.

## مشاهد

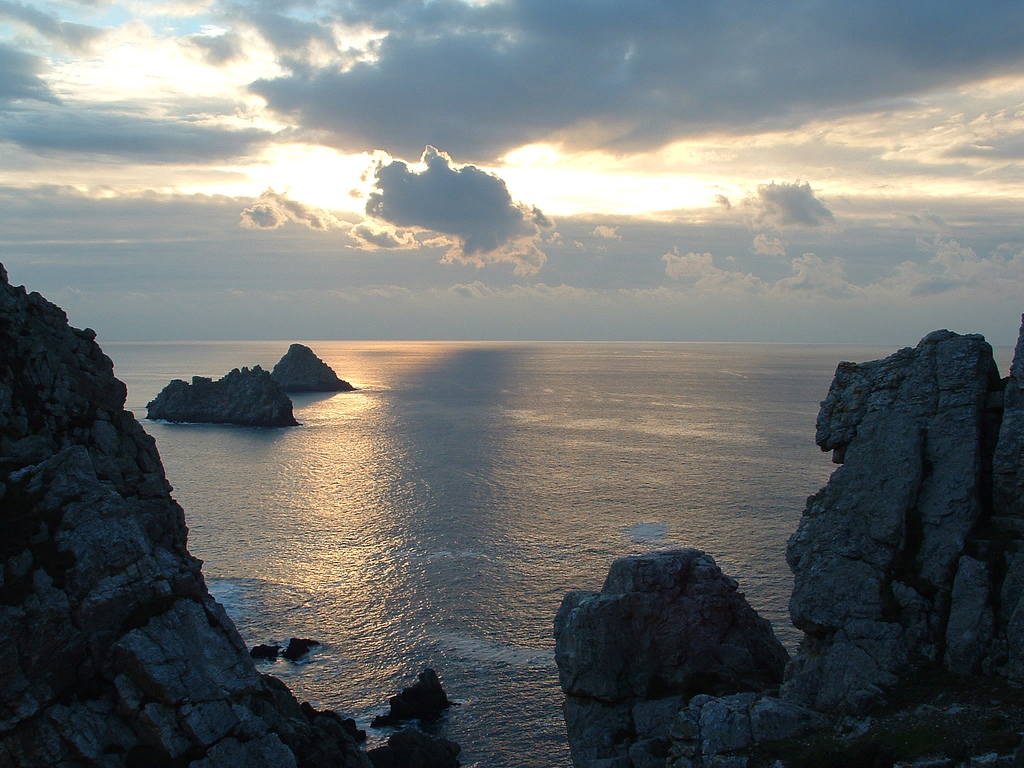
ليه تاس دي بوا

Camaret-sur-Mer هي موطن Tour Vauban (مضاءة. "البرج الذهبي") ، وهو عبارة عن حصن تاريخي يحرس الميناء تم بناؤه عام 1669-1694. في عام 2008 ، تم إدراجه كموقع للتراث العالمي لليونسكو .

كاماريت أيضًا موطن لمرسى وبعض الشواطئ .

## تعداد السكان
يُطلق على سكان Camaret-sur-Mer اسم Camarétois .

## التوأمة
توأمة Camaret-sur-Mer مع St Ives ، كورنوال .

## روابط خارجية
- باللغة الفرنسية Official website
- Base Mérimée: Search for heritage in the commune, Ministère français de la Culture. (in French)
- باللغة الفرنسية more than 500 photos of the Crozon Peninsula